# جاكلين هامبرت
جاكلين هامبرت (بالإنجليزية: Jacqueline Humbert)‏ هي مصممة أزياء تقليدية ومغنية أوبرا وأستاذة جامعية أمريكية، ولدت في 10 يناير 1952.